# (5228) Máca
(5228) Máca (1986 VT) – planetoida z pasa głównego asteroid okrążająca Słońce w ciągu 5 lat i 175 dni w średniej odległości 3,11 j.a. Została odkryta 3 listopada 1986 roku.